# Johannes Robert Becher
Johannes Robert Becher (München, 1891. május 22. – Berlin, 1958. október 11.) német költő és politikus. Az NDK himnusz szövegének költője és a Szovjetunió Nemzetközi Lenin-békedíjjal kitüntetettje.

## Élete
Münchenben született magas rangú közhivatalnoki családban (apja főügyész volt), s már egyetemista korában verseket írt. Családjával szakított, már 1918-ban megtalálta a kapcsolatot a Spartakus-szövetséggel, majd belépett a német kommunista pártba. 1928-tól a Proletárforradalmi Szövetség egyik alapító tagjaként a szervezet folyóiratának, a Linkskurvénak a kiadója volt. Első baloldali szellemű írásai miatt hazaárulás vádjával perbe fogták az 1920-as évek közepén, a nagy nemzetközi tiltakozás hatása alatt azonban a vádat ejtették. 1933-ban, a nemzetiszocializmus hatalomra jutása után Becher feketelistára került, törvényen kívüli lett, menekülnie kellett, Ausztrián, Svájcon, Csehszlovákián és Franciaországon keresztül a Szovjetunióba emigrált. Moszkvában az Internationale Literatur-Deutsche Blätter című antifasiszta folyóiratot szerkesztette. 1945-ben visszatért hazájába és a kulturális élet szervezőjeként lépett fel. 1953-1956-ig a Német Művészeti Akadémia vezetője volt, 1954-től az NDK kultuszminisztere. Berlinben halt meg 1958-ban.

## Munkássága
Pályafutásának kezdetén az expresszionista líra egyik robusztus egyénisége volt. A német expresszionizmus aktivista szárnyának folyóiratában, a Die Aktionban is publikálta verseit. A 20. század eleje lázadó ifjúságának egész érzelmi skáláját nagy kifejező erővel szólaltatta meg első verseskötetében, a Diadal és bukás (Triumph und Verfall) címűben 1914-ben. A zaklatott korszak minden disszonanciája, elégedetlensége, megváltásvágya benne volt Becher ostorcsapásként csattanó mondattöredékeiben, vakmerő asszociációkon nyugvó képeiben.
Az első világháború alatt keletkezett verseiben a kétségbeesés és az undor hangja válik uralkodóvá. Európához (An Europa), Testvériesülés (Verbrüderung) verseit 1916-ban írta. A szilajon kavargó képek, megdöbbentő szókapcsolások, az eksztatikus-kozmikus tónus a pusztulás orgiáját eleveníti meg. Ugyanekkor a káosz lidércnyomásos látomása mögött felcseng a vágy a harmonikussá rendezett, széppé és humánussá nemesült mindenség után. Életének erről a korszakáról ad számot a költő Búcsú (Abschied) című befejezetlen életrajzi regénye 1941-ből.
Becher később megtagadta ifjúkori költészetének expresszionista formavilágát, de lírájában továbbra is érvényesült a nyelvi kifejezés hajlékonysága, képi- és színgazdagsága. Amint a weimari köztársaságban szaporodtak a válság jelei, annál szenvedélyesebben tagadta meg a régi, embertelen rendet, s ábrándszerű látomásként egy humanista társadalmi berendezkedésben reménykedett. 
1933-tól, a fasiszta diktatúra idejétől a régi német értékek megmentésén és megőrzésén fáradozik. A jövőt az új szocialista emberformálástól reméli, magát is új, szocialista emberré formálja, azt vallja, hogy „az új művész sohasem újfajta formákkal kezdődik, az új művészet mindig az új emberrel kezdődik”.
Az 1933-tól 1945-ig való kényszerű távollét a szülőföldtől szorossá és bensőségessé tette Becher viszonyát nemzetéhez. Emigrációjában a honvágy és a hűség érzései a súlyos megpróbáltatással küzdő hazához mondatják tollba költeményeit. Ezek a versek:
- Németország (Deutschland) (1934)
- Az ember, aki mindent elhitt (Der Mann, der alles glaubte) (1935)
- A boldogságkereső és a hét teher (Der Glücksucher und die sieben Lasten) (1938)
- Szonettek (Gesammelte Sonette) (1935-1938)
- Újjászületés (Wiedergeburt) (1940)
- Németország hív (Deutschland ruft) (1944)

Mint Andreas Gryphius, a harmincéves háború költője, Becher is egy új életre kelt Németországról álmodik A haza könnyei anno 1937 c. költeményében, ebből idézünk Garai Gábor fordításában:
Németország! Mivé tettétek, szóljatok!
Erős, szabad haza lett? Becsület hazája,
hol népé a vagyon s minden szaporusága?
A közjóról vajon van még fogalmatok?…
Bach-kantáták és fúgák: német hang diadalma!
Szelíd-szép, Grünewald-festette égi kék!
Hölderlin-himnuszokban ünneplő fény-igék!
Ó, szín és hang s te szó; mind meggyalázva-csalva.
Még a természet ellen nem készült itt merénylet?!
Neckar s Rajna saját medredben folysz-e még?
Kik lepték el gyermekkorom játszóterét?
Feketeerdő s Boden tava ugyan mivé lett?…
A száműzetésben írt Becher-művek csak a második világháború után váltak ismertté Németországban. A hazatérése utáni költemények a hitleri birodalom összeomlását átélt német polgárok, s a feltámadás és a jövőbe vetett hit érzelmeit fejezik ki.
Az NDK himnusza, a Heimatlied Becher 1952-es Új német népdalok című kötetéből való.

## Köteteiből

### Versek
- Diadal és bukás (Triumph und Verfall) (1914)
- Költemények egy népért (Gedichte für ein Volk) (1919)
- Örök lázadásban (Ewig im Aufruhr) (1920)
- Hulla a Trónon (Der Leichnam auf dem Thron) (1924)
- Himnuszok (Hymnen) (1924)
- Válogatott költemények a száműzetés idejéből (Ausgewälte Gedichte aus der Zeit der Verbannung) (1946)
- Hohe Warte (1946)
- Hazatérés (Heimkehr) (1947)
- Sötétben botló nép (Volk im Dunkeln wandelnd) (1948)
- Új német népdalok (Neue deutsche Volkslieder) (1952)
- A századközép lépte (Schritt der Jahrhundertmitte) (1958)

### Dráma
- Munkások, parasztok, katonák (Arbeiter, Bauern, Soldaten) (1924)

### Regény
- Levisite vagy Az egyedül igazságos háború (Levisite oder Der einzig gerechte Krieg) (1926)
- Búcsú (Abschied) (1941)